# Hội nghị toàn thể lần thứ nhất Ủy viên hội Trung ương khóa XIX Đảng Cộng sản Trung Quốc
Hội nghị toàn thể lần thứ nhất Ủy viên hội Trung ương khoá XIX Đảng Cộng sản Trung Quốc (tên gọi giản lược Hội toàn Trung ương lần 1 khoá XIX Trung Cộng, chữ Trung giản thể: 中国共产党第十九届中央委员会第一次全体会议 hoặc 中共十九届一中全会) được cử hành ở thủ đô Bắc Kinh vào ngày 25 tháng 10 năm 2017. 
Tham dự hội nghị toàn thể có 204 uỷ viên Trung ương Trung Cộng, 172 uỷ viên hậu bổ Trung ương Trung Cộng. Các ủy viên của Ủy viên hội Kỉ luật kiểm tra Trung ương tham gia hội nghị, có quyền phát ngôn mà không có quyền biểu quyết.
Đồng chí Tập Cận Bình chủ trì và có bài phát biểu trọng yếu sau khi được chọn làm Tổng thư kí Ủy viên hội Trung ương Trung Cộng tại hội nghị.
Hội nghị đã chọn ra uỷ viên Cục Chính trị Trung ương Đảng Cộng sản Trung Quốc, uỷ viên Thường uỷ Cục Chính trị Đảng Cộng sản Trung Quốc, Tổng thư kí Ủy viên hội Trung ương Đảng Cộng sản Trung Quốc; đã thông qua các thành viên của Cơ quan thư kí Trung ương Đảng Cộng sản Trung Quốc dựa vào danh sách đề cử của Ủy viên hội thường vụ Cục Chính trị Trung ương, rồi quyết định cấu thành nhân viên Ủy viên hội quân sự Trung ương Đảng Cộng sản Trung Quốc; đã phê chuẩn thư kí, phó thư kí và người được chọn lựa làm uỷ viên Thường uỷ cho cuộc tuyển cử Hội nghị toàn thể lần thứ nhất Ủy viên hội Kỉ luật kiểm tra khoá XIX.

## Quyết định nhân sự

### Chọn ra[1]
- Tổng thư kí Ủy viên hội Trung ương: Tập Cận Bình.
- Ủy viên Thường uỷ Cục Chính trị Trung ương: Tập Cận Bình, Lí Khắc Cường, Lật Chiến Thư, Uông Dương, Vương Hỗ Ninh, Triệu Lạc Tế, Hàn Chánh.
- Ủy viên Cục Chính trị Trung ương (thứ tự chiếu theo số nét bút ngành họ của chữ Trung giản thể): Đinh Tiết Tường, Tập Cận Bình, Vương Thần, Vương Hỗ Ninh, Lưu Hạc, Hứa Kì Lượng, Tôn Xuân Lan, Lí Hi, Lí Cường, Lí Khắc Cường, Lí Hồng Trung, Dương Khiết Trì, Dương Hiểu Độ, Uông Dương, Trương Hựu Hiệp, Trần Hi, Trần Toàn Quốc, Trần Mẫn Nhĩ, Triệu Lạc Tế, Hồ Xuân Hoa, Lật Chiến Thư, Quách Thanh Côn, Hoàng Khôn Minh, Hàn Chánh, Thái Kì.

### Thông qua
- Thư kí Cơ quan thư kí Trung ương: Vương Hỗ Ninh, Đinh Tiết Tường, Dương Hiểu Độ, Trần Hi, Quách Thanh Côn, Hoàng Khôn Minh, Vưu Quyền.
- Ủy viên hội quân sự Trung ương

Chủ tịch: Tập Cận Bình. 
Phó chủ tịch: Hứa Kì Lượng, Trương Hựu Hiệp. 
Ủy viên: Nguỵ Phụng Hoà, Lí Tác Thành, Miêu Hoa, Trương Thăng Dân.

### Phê chuẩn
- Ủy viên hội kỉ luật kiểm tra Trung ương khoá XIX

Thư kí: Triệu Lạc Tế.
Phó thư kí: Dương Hiểu Độ, Trương Thăng Dân, Lưu Kim Quốc, Dương Hiểu Siêu, Lí Thư Lỗi, Từ Lệnh Nghĩa, Tiếu Bồi, Trần Tiểu Giang.
Ủy viên Thường uỷ (thứ tự chiếu theo số nét bút ngành họ của chữ Trung giản thể): Vương Hồng Tân, Bạch Thiểu Khang, Lưu Kim Quốc, Lí Thư Lỗi, Dương Hiểu Siêu, Dương Hiểu Độ, Tiếu Bồi, Trâu Gia Di (nữ), Trương Thăng Dân, Trương Xuân Sanh, Trần Tiểu Giang, Trần Siêu Anh, Triệu Lạc Tế, Hầu Khải, Khương Tín Trị, Lạc Nguyên, Từ Lệnh Nghĩa, Lăng Kích, Thôi Bằng.

## Phản ứng ở các nơi
Những người lãnh đạo chính đảng và quốc gia như Việt Nam, Lào, Cu Ba, Triều Tiên , Nga, Đức, Bê-la-rú-xờ, Hàn Quốc, Ai Cập, Vê-nê-du-ê-la, Mô-dăm-bích, Công-gô, E-rét-tri-a, Ma-li, Bờ-run-đi, Áp-ga-nít-xtan, Xờ-lâu-vá-ki-a, đảo quốc Phỉ Tế, Vương quốc Tân-ga, Mĩ Quốc , Đảng Dân chủ Tự do của Nhật Bản, Đảng Cộng sản Liên bang Nga, Đảng nước Nga công chính, Đảng vận động Dân tộc Y Tư Lan Áp-ga-nít-xtan, Đảng Nhân dân Pa-kít-xtan, Đảng FUNCINPEC Cam-pu-chia, Đại hội Quốc dân người châu Phi, Đảng châu Phi vì độc lập của Ghi-nê và Kép Vơ-đơ, Đảng lĩnh tụ Va-nu-a-tu, Đảng Dân chủ Tự do của Nga, Đảng Cộng sản Bê-la-ru-xờ, Liên minh Mục Tư Lâm Pa-kít-xtan, Hội thần học Pa-kít-xtan, Tổng thư kí Đảng liên hợp Y Tư Lan I-ran, Đảng Cộng sản I-rắk, Đảng xã hội tiến bộ Li-ban, Trận tuyến dân chủ giải phóng Pa-li-xtin, Đảng Nhân dân Pa-li-xtin,  Đảng Cộng sản Giô-đân, Đảng Cộng sản Nam Phi, Đảng đại hội Ai Cập, Đảng Cách tân xã hội Ghi-nê Bi-xao, Ni Nhật Nhĩ, Đảng Cộng sản Bồ Đào Nha, Liên minh nhân sĩ vì dân chủ xã hội độc lập dân tộc Ba Hắc Tắc, Đảng người Cộng sản Cộng hòa Môn-đố-vờ, Công Đảng Na Uy, Đảng Xã hội Đức Quốc, Đảng Dân chủ tranh thủ Chi-li, Đảng Va-nu-a-ku, Tổ chức đoàn kết và hoà bình toàn Ấn Độ, Hiệp hội "Bằng hữu của Trung Quốc" hội nghị Ý Đại Lợi, Sở nghiên cứu phương Đông và Tây Mĩ Quốc , Đảng Quốc dân Trung Quốc chúc mừng Tập Cận Bình được chọn lựa làm Tổng thư kí Ủy viên hội Trung ương khoá XIX Đảng Cộng sản Trung Quốc. 

## Ảnh hưởng hội nghị
Nhật báo Quả táo (Apple Daily Hồng Công) chỉ rằng, từ khi cải cách khai phóng đến nay, Trung Quốc đã phế trừ chế độ một người lĩnh đạo suốt đời (President for life), rồi hình thành chế độ nhiệm kì (term of office), bao gồm quy định Hiến pháp như hạn chế người lĩnh đạo quốc gia liên tục đảm nhiệm quá hai khoá (1 khoá 5 năm)  và quy tắc bất minh văn "7 lên 8 xuống"  của Thường uỷ Cục Chính trị (tức uỷ viên Cục Chính trị Trung ương nào đủ 68 tuổi trở lên phải nghỉ hưu, 67 tuổi trở xuống được cân nhắc cho tái nhiệm thêm một nhiệm kì) do tiền Tổng thư kí Đảng Cộng sản Trung Quốc Giang Trạch Dân đưa ra nhằm loại bỏ đối thủ chính trị. Song kể từ khi Tập Cận Bình nhậm chức Tổng thư kí đến nay, lấy việc chống tham nhũng hủ bại coi như thủ đoạn tập quyền, cộng thêm phục hồi sùng bái cá nhân trong thời đại Mao Trạch Đông. Hơn nữa, có tin đồn không chính xác liên tục truyền bá là Hồ Xuân Hoa, một ứng cử viên hấp dẫn trong Thường uỷ Cục Chính trị Trung ương khoá XIX Trung Cộng, và trong danh sách được truyền đi ra mới nhất ông Hồ Xuân Hoa không thể được chọn vào Thường uỷ.
Nhật báo Quả táo (Apple Daily Hồng Công) cho rằng, nếu Hồ Xuân Hoa có ưu thế về lai lịch và niên linh hoặc Trần Mẫn Nhĩ thay thế Tôn Chính Tài giữ chức thư kí Trung Cộng thành phố Trùng Khánh nhưng mà hai người đều không thể tuyển cử làm Thường uỷ Cục Chính trị Trung ương, nghĩa là họ sẽ mất tư cách người nối ngôi đời thứ 6, cộng thêm một vị khác, Tôn Chính Tài, có được ưu thế để nối ngôi nhưng bị khai trừ công chức và đảng tịch. Trong tình huống không có người nối ngôi, Tập Cận Bình có cơ hội rất lớn liên tục nhậm chức Tổng thư kí khoá thứ 3 trong Đại hội đại biểu toàn quốc lần thứ 20 Đảng Cộng sản Trung Quốc vào năm 2022, nắm giữ quyền chính trường kì, phá tan sự hình thành chế độ nhiệm kì từ khi cải cách khai phóng đến nay. Kết quả cuối cùng là Hồ Xuân Hoa, Trần Mẫn Nhĩ 2 người đều không tiến vào Thường uỷ Cục Chính trị Trung ương trong Hội toàn Trung ương lần 1 khoá XIX Trung Cộng, nghĩa là hệ thống nối ngôi Trung Cộng từ lúc đầu đã mất hiệu lực .

## Tham kiến
- Đại hội đại biểu toàn quốc lần thứ 19 Đảng Cộng sản Trung Quốc
- Ủy viên hội Trung ương khoá XIX Đảng Cộng sản Trung Quốc